# 格里斯基兴
格里斯基兴（德語：Grieskirchen）是奥地利上奥地利州格里斯基兴县的一个市镇。总面积11.7平方公里，总人口4870人，人口密度416.2人/平方公里（2011年）。